# Año natural
Un año natural dentro del sistema de datación empleado en Occidente basado en el ciclo solar, es el período transcurrido entre el 1 de enero y el 31 de diciembre resultando la suma de 365 días, o 366 en los años bisiestos y estructurados en doce meses solares (repartidos en 4 trimestres iguales) formado cada mes por semanas de 7 días hasta sumar 30 o 31 días, salvo el segundo mes, llamado febrero, que presenta 28 días, o 29 días en los años bisiestos. En semanas, cada año común cuenta con 52 semanas y 1 día haciendo que el 1 de enero y el 31 de diciembre compartan el mismo día de la semana.
Un año de calendario o año civil es aquel que coincide con el calendario solar, comenzando el 1 de enero y terminando el 31 de diciembre del mismo año.[cita requerida]
El año calendario se utiliza como forma de medida de tiempo, pero también existen otros sistemas admitidos en Derecho:
- Año comercial. Comienza y termina a la vez que el año natural, pero se admite artificialmente una duración de 360 días todos los años. Se utiliza mucho en el ámbito bancario.[cita requerida]
- Año fiscal. Tiene la misma duración que el año natural, pero comienza en una fecha concreta que depende de cada caso. Se suele utilizar para ajustar el año al ciclo del negocio[cita requerida]. Un caso típico es el de los hoteles, que en muchas ocasiones prefieren contabilizar el año a partir del verano.

## 2 semestres
El año es divisible en dos semestres asimétricos:
- Primer semestre: del 1 de enero al 30 de junio. Suman 180 días en años normales, 181 días en años bisiestos ya que cuenta con febrero y sólo 3 meses de 31 días (enero, marzo, mayo).
- Segundo semestre: del 1 de julio al 31 de diciembre. Suman 183 días ya que cuenta con 4 meses de 31 días (julio, agosto, octubre y diciembre) siendo los restantes de 30 días.

## 4 trimestres
El año se puede dividir en 4 trimestres.
- Primer trimestre: desde el 1 de enero hasta el 31 de marzo. En los años normales suman 89 días, 90 días en los bisiestos.
- Segundo trimestre: desde el 1 de abril hasta finales de junio. Suma un total de 90 días.
- Tercer trimestre: desde el 1 de julio hasta finales de septiembre. Suma un total de 91 días.
- Cuarto trimestre: desde el 1 de octubre hasta el 31 de diciembre. También suma un total de 91 días.